# Johan Willem Ripperda

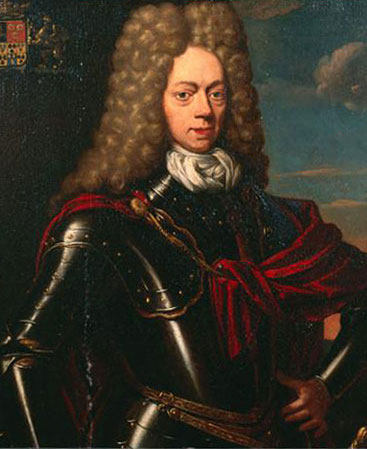
Johan Willem hertog en baron van Ripperda

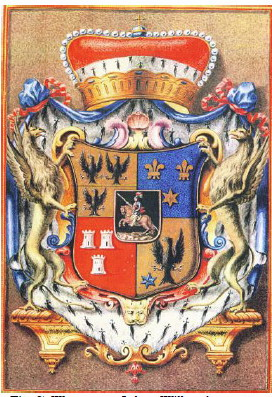
Wapen van de Hertog de Ripperda

Baron Johan Willem Ripperda, hertog van Ripperda ("duque de Ripperdá"), Grande der eerste klasse, heer van Jensema, Poelgeest en Koudekerk, Oldehove (Groningen), 7 maart 1682 - Tétouan, 17 oktober of 5 november 1737) was van oorsprong een Groninger jonker, die het tot ambassadeur van de Republiek in Spanje bracht, en later ambassadeur van Spanje werd bij het hof van keizer Karel VI en zelfs eerste minister, Grande van Spanje. Verder werd hij tot "hertog van Ripperda" verheven. Ook was hij volgens sommige bronnen minister en legeraanvoerder van sultan Abdallah van Marokko. Aan het einde van zijn carrière greep hij volgens sommige bronnen net naast de kroon van Corsica.

## De Groninger Ommelanden
Johan Willem baron Ripperda stamde uit een geslacht van Groninger jonkers. De familie Ripperda was in de veertiende eeuw vanuit Oost-Friesland de Eems overgestoken en had zich gevestigd in Farmsum. Johan Willem was een telg uit de Winsumer tak van het geslacht. De Winsumer Ripperda's waren later weer katholiek geworden. Dat impliceerde dat zij in de Republiek niet in aanmerking voor bestuursambten kwamen.
Hoewel zij als een van de weinige hoofdelingegeslachten konden wijzen op een echte adellijke titel (baron), was hun positie in de Ommelanden in de zeventiende eeuw vrij marginaal geworden. Van de oorspronkelijke rijkdom van de Ripperda's was bij de geboorte van Johan Willem niet veel over. Zijn vader, baron Ludolph Luirdt Ripperda tot Winsum, vervulde een officiersfunctie in het leger van de Republiek.
Voor de jonge jonker was dat echter geen beletsel om carrière te maken. Hij kreeg een katholieke opvoeding, hij zou een jezuïetenschool in Keulen hebben bezocht, maar ging zonder probleem over naar het protestantisme toen dat nodig bleek om toe te kunnen treden tot de staten van Groningen en om een rijke bruid te kunnen huwen. Met het geld van zijn eerste vrouw, Aleida van Schellingwoude, kocht hij de Englumborg. Dat was weliswaar geen grote borg, maar het gaf hem toch een zekere positie in de provincie Groningen. Via zijn vrouw werd hij tevens heer van Poelgeest en Koudekerk
Die positie wist hij ten volle te benutten toen de kans zich voordeed. In 1708 wilde Johan Willem Friso zich tot stadhouder laten erkennen door de staten van Stad en Lande. Die staten waren, zoals gebruikelijk, verdeeld. In dit geval was de stad voor erkenning, en dus waren de Ommelanden tegen. Ripperda steunde als een van de weinige Ommelander jonkers Johan Willem Friso. Hij wist vervolgens de stad te winnen voor een wild plan, het soort plan dat hem in latere jaren beroemd en berucht zou maken. Met geleend geld van de stad zou hij in zijn eigen gebied, het Humsterland, zo veel mogelijk heerden kopen via stromannen, zodat dat hij binnen de Ommelander afvaardiging in de staten de stemmen kon laten kantelen. De stad vond het prachtig om op die wijze invloed in de Ommelanden te verkrijgen en leende hem astronomische bedragen. Het plan slaagde en Johan Willem Friso werd erkend als stadhouder van Stad en Lande.

## Staten-Generaal
Het eerste succes smaakte naar meer. Ripperda meende ook voor een groter toneel geboren te zijn dan de staten van Stad en Lande. Met enige manipulatie wist hij zich te laten verkiezen tot afgevaardigde voor de Ommelanden naar de Staten-Generaal. Omdat binnen de Staten-Generaal prinsgezindheid in die periode geen pre was liet Ripperda zijn steun aan de Friese stadhouders net zo makkelijk varen als hij deze ooit had opgenomen. De stad Groningen begon hierdoor te twijfelen aan zijn betrouwbaarheid en ging de verstrekte leningen opeisen. Ripperda was volstrekt niet in staat te betalen en dreigde hierdoor zijn nieuw verworven positie heel snel weer te verliezen. De omstandigheden boden echter een nieuwe mogelijkheid die Ripperda zag en wist te benutten.

## Spanje
De Republiek was in het begin van de achttiende eeuw betrokken in de Spaanse Successieoorlog. Die oorlog eindigde in 1713 met de Vrede van Utrecht. Nu Spanje niet langer een vijand was diende de Republiek weer een ambassadeur naar de Spaanse koning te zenden. Ripperda achtte zichzelf hiervoor de aangewezen kandidaat en wist, waarschijnlijk door het uitdelen van de nodige overtuigingspremies, hiervoor voldoende steun te krijgen.
In 1715 wordt Ripperda door de Republiek, in eerste instantie als speciaal afgezant, later als ambassadeur, naar Madrid gezonden. Voor de Republiek bleek dat geen verstandige benoeming. Voor Ripperda bood Madrid, en vooral het Spaanse Hof, echter ongekende mogelijkheden.
Nadat hij zich tot het katholicisme had bekeerd, wist hij de gunst van koning Filips V  en koningin Elizabeth te winnen. In 1725 werd hij op een belangrijke missie naar Wenen gezonden, waar hij het Verdrag van Wenen tot stand wist te brengen. Dit voorzag in het huwelijk van de Spaanse infante Carlos, de toekomstige Karel III,  met de toekomstige keizerin Maria Theresia. Teruggekeerd werd hij tot hertog Ripperda verheven en op eigen verzoek ook tot eerste minister benoemd. Toen het verdrag van Wenen een jaar later toch geen succes bleek, verloor hij zijn positie aan het hof in 1726. Hij werd beschuldigd van hoogverraad. In hoeverre deze beschuldiging gerechtvaardigd was blijft onduidelijk. Het mag echter geen verrassing zijn dat de opportunistische Ripperda tijdens het verwerkelijken van zijn politieke ambities de nodige vijanden had gemaakt. Hij werd opgesloten in de Alcazar van Segovia, waar hij er in 1728, na twee jaar gevangenschap in slaagde om via Portugal naar Engeland te ontsnappen. Vervolgens keerde hij terug naar de Republiek.
Bij zijn vlucht kreeg Ripperda hulp van het dienstmeisje, Josepha Francisca Ramos. Zij schonk hem een bastaardzoon, Francois Joseph, waarvan afstammingen nog steeds nabij Lingen zouden leven. In de Verenigde Staten zouden zich 600 afstammingen van deze Francois Joseph bevinden.

## Marokko
Het duurde echter niet lang voordat Ripperda weer met zijn politieke spelletjes bezig was. Zo dook hij plotseling in Marokko op als minister en generaal in dienst van sultan Abdallah van Marokko. Of hij daar moslim is geworden blijft onduidelijk.
Op aanraden van Ripperda verklaarde Marokko de oorlog aan Spanje. Als legeraanvoerder boekte Ripperda aanvankelijk enige overwinningen tegen zijn oude werkgever. Zijn leger werd echter bij Ceuta door het Spaanse leger verslagen. Uit angst voor mogelijke vergelding door de sultan sloeg Ripperda wederom op de vlucht.

## Koning van Corsica
Het zou echter niet lang duren voordat een ander politiek avontuur de kop zou opsteken. Met belofte van de kroon van Corsica nam Ripperda in 1733 deel aan een militaire expeditie, die niet volgens plan zou verlopen. De man die Ripperda had overgehaald aan dit avontuur deel te nemen, Theodor von Neuhoff zou uiteindelijk met de eer strijken, terwijl Ripperda berooid in het noorden van Marokko zijn laatste dagen sleet.

## Familie
Uit zijn eerste huwelijk met Aleida van Schellingwoude had hij twee kinderen. Zijn zoon, Ludolph Luirdt baron Ripperda was later in de achttiende eeuw enige tijd Spaans ambassadeur in Wenen. Zijn dochter Maria huwde de Spaanse graaf Balthasar de Argumossa.
Uit zijn tweede huwelijk met Francisca de Xarava del Castillo werden twee zonen geboren. Zijn jongste zoon, Juan María Vicencio, Baron de Ripperda, groeide op in Madrid. Als militair bracht hij het grootste deel van zijn volwassen leven door in Spaans-Amerika. Hij trad daar in het huwelijk in Mexico-Stad en werd er later gouverneur van Spaans Texas en Honduras.

## Voetnoten
1. ↑  Het huwelijk zou er nooit komen

- Biblioteca Nacional de España: XX895137
- Bibliothèque nationale de France: cb15608033s (data)
- Biografisch Portaal: 66989586
- Catàleg d'autoritats de noms i títols de Catalunya: 981058512370006706
- Gemeinsame Normdatei: 14135321X
- International Standard Name Identifier: 0000 0001 0592 2432
- Library of Congress Control Number: n94047888
- Nationale Bibliotheek van Israël: 987007281210505171
- Nederlandse Thesaurus van Auteursnamen: 071090258
- Istituto Centrale per il Catalogo Unico: UBOV412064
- SNAC: w6795f8z
- Système universitaire de documentation: 069879478
- Virtual International Authority File: 13999191
- WorldCat: E39PBJrWxPwmMGdGHQqCPXmGHC